# Заступ (партия)
«ЗАСТУП» («Всеукраинское аграрное объединение «ЗАСТУП» (ЗА Социальную Трудовую Украинскую Перспективу)) — украинская политическая партия, возникшая в 2014 году.

## История
Политическая структура была создана 4 мая 2014 года. Своей целью партия видит защиту интересов сельского населения и аграриев. Также она выступает за децентрализацию Украины, чтобы местные общины смогли сами справляться со своими проблемами самостоятельно.
В сентябре 2014 года на своём третьем съезде  партии было принято решение об участии политической силы во внеочередных выборах народных депутатов Украины 26 октября 2014 года и утверждена предвыборная программа партии. Список возглавила бывшая глава Секретариата Президента Украины Виктора Ющенко Вера Ульянченко.

## Участие в выборах

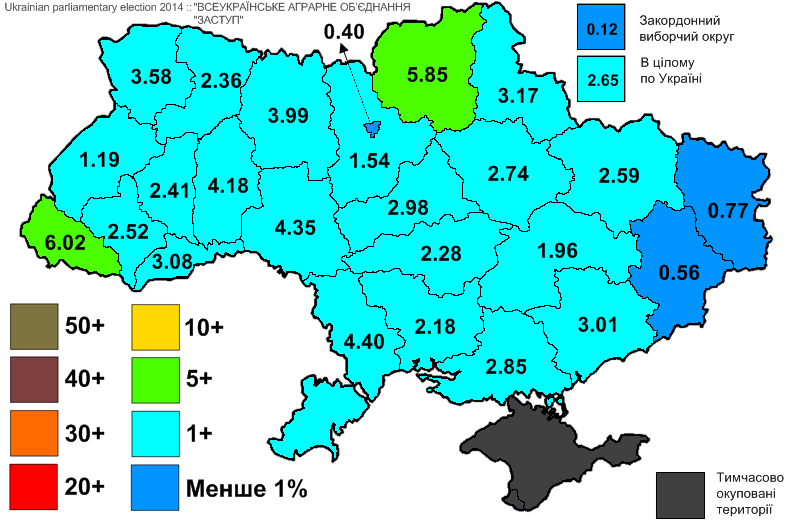
Результаты партии на парламентских выборах 2014 года

На парламентских выборах 2014 года партия набрала 2,65 % (418 301 голос), и не прошла проходной барьер в 5 %. Вместе с тем член партии Валерий Давыденко победил в одномандатном округе №208 (Бахмач, Черниговская область), набрав 38,86%.
На местных выборах 2015 года партия решила не участвовать из-за невозможности создать большинство в местных советах. Вместо этого было принято решение усилить свою работу через общественное движение.